# إيملي سكوت
إيملي سكوت (بالإنجليزية: Emily Scott)‏ هي متزلجة أمريكية، ولدت في 16 فبراير 1989 في سبرينغفيلد في الولايات المتحدة.

## وصلات خارجية
- إيملي سكوت على موقع SpeedSkatingNews.info (الإنجليزية)
- إيملي سكوت على موقع ShortTrackOnLine.info (الإنجليزية)
- إيملي سكوت على موقع Rollerstory.net
- إيملي سكوت على موقع اللجنة الأولمبية الدولية (الإنجليزية)
- إيملي سكوت على موقع أوليمبيديا (الإنجليزية)
- إيملي سكوت على موقع اللجنة الأولمبية والبارالمبية الأمريكية (الإنجليزية)